# Walter Crane
Walter Crane (Liverpool, 15 de Agosto de 1845 — Londres a 14 de Março de 1915) foi um ilustrador e pintor inglês.

## Carreira
Ele é considerado o mais influente e um dos mais prolíficos criadores de livros infantis de sua geração e, junto com Randolph Caldecott e Kate Greenaway, um dos mais fortes contribuintes o gênero de literatura infantil inglesa a literatura ilustrada exibiria em seus estágios de desenvolvimento no final do século XIX.

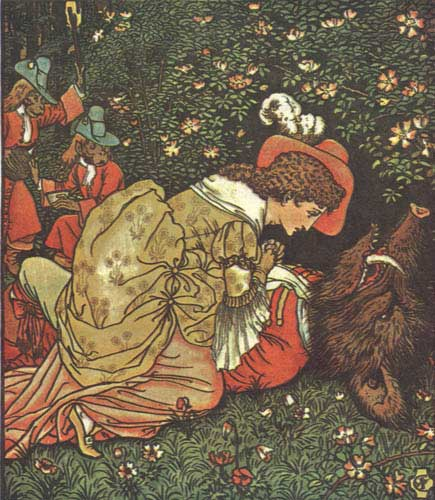
Ilustração para A Bela e a Fera, 1874

O trabalho de Crane apresentava alguns dos primórdios mais coloridos e detalhados dos motivos da criança no jardim que caracterizariam muitas canções de ninar e histórias infantis nas próximas décadas. Ele fez parte do movimento Arts and Crafts e produziu uma variedade de pinturas, ilustrações, livros infantis, azulejos, papéis de parede e outras artes decorativas. Crane também é lembrado por sua criação de várias imagens icônicas associadas ao movimento socialista internacional.

## Publicações
- Cartoons for the Cause 1886–1896 Londres: Twentieth Century Press, 1896 (versão revisada em 1907).
- Line and Form. Londres: G. Bell and Sons, 1900.
- Moot points; friendly disputes on art & industry between Walter Crane & Lewis F. Day. Londres, B.T. Batsford, 1903
- An Artist's Reminiscences. Nova York: Macmillan, 1907.
- William Morris to Whistler. Londres: G.Bell and Sons, 1911

## Galeria

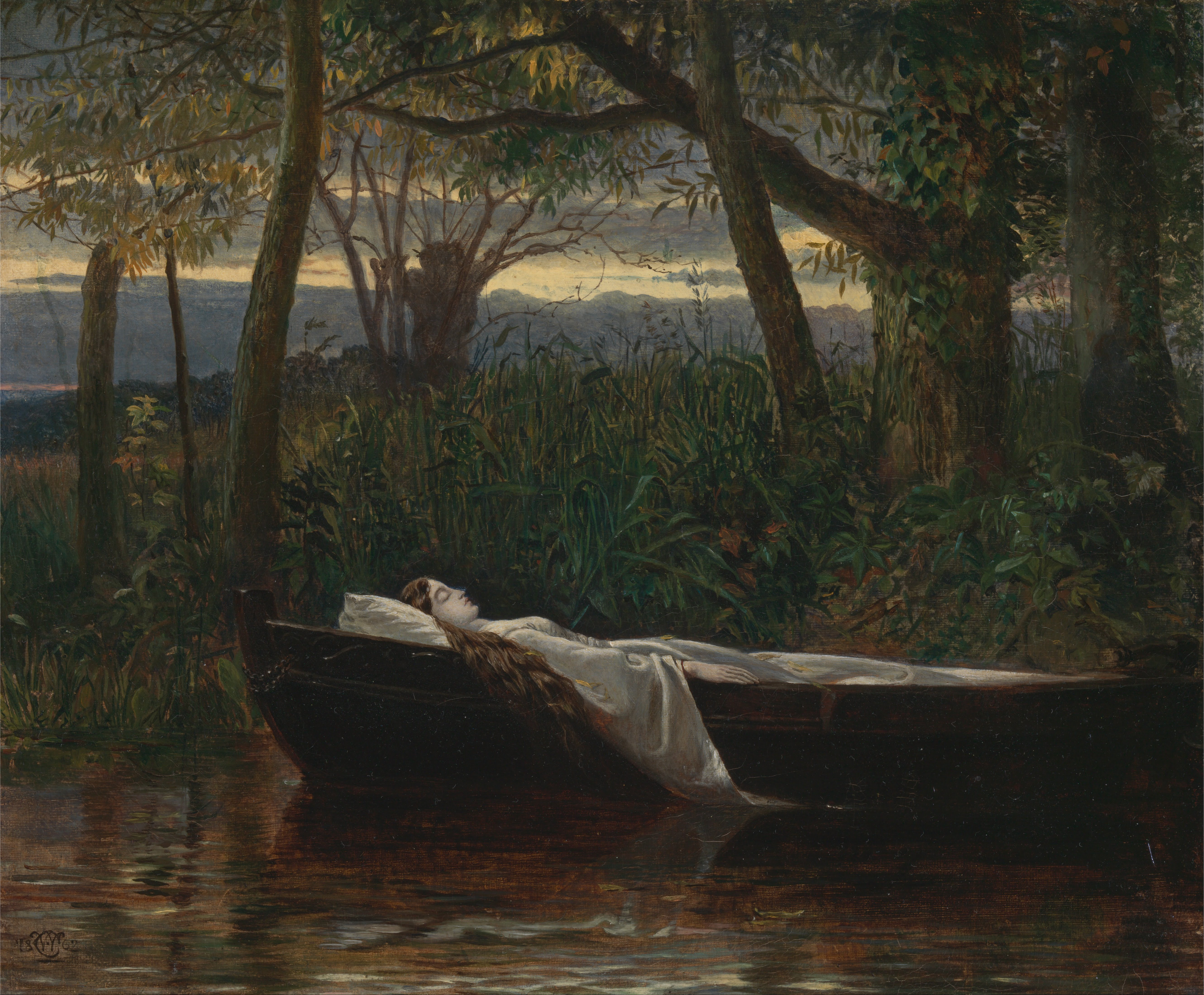
A Senhora de Shalott, óleo sobre tela, 1862
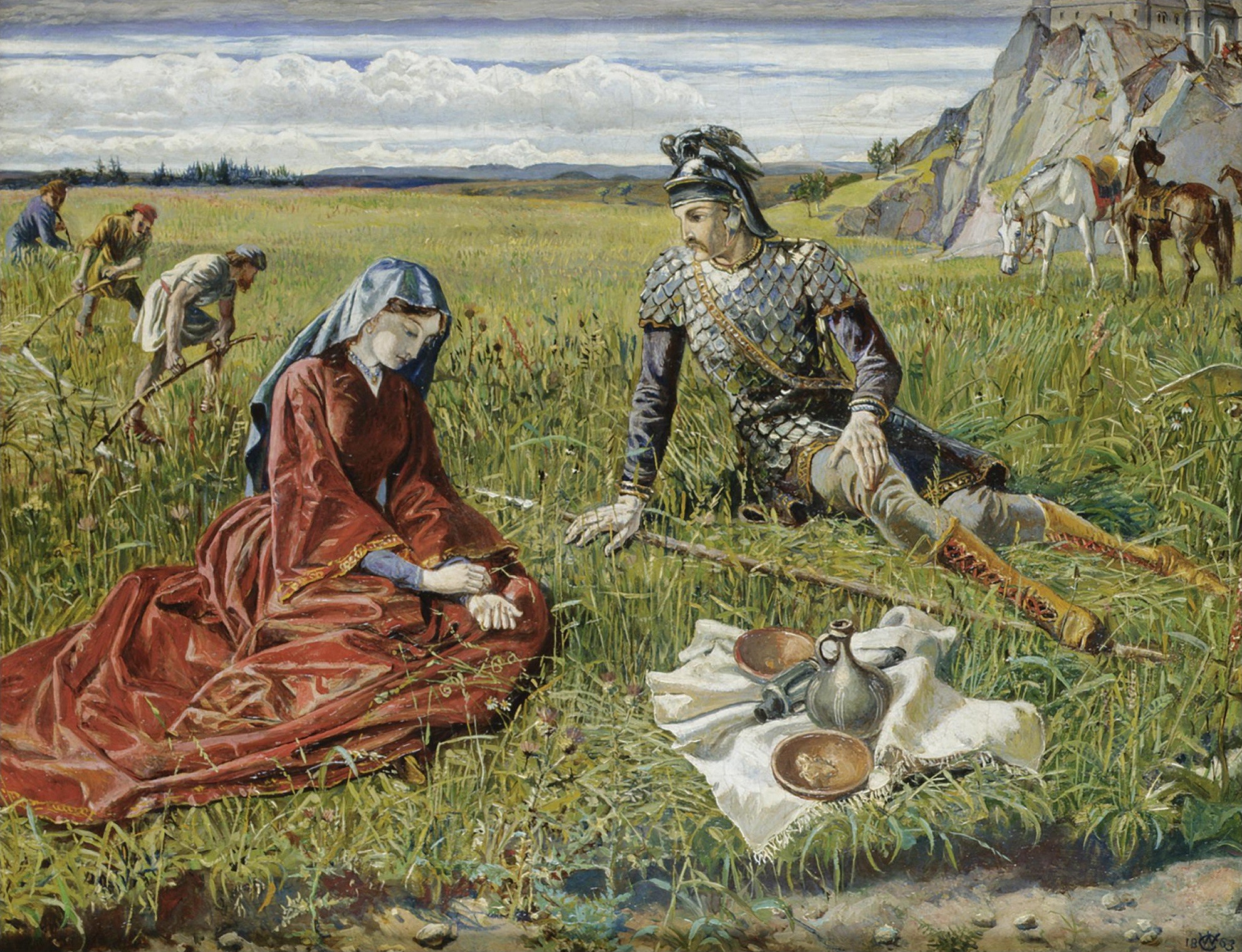
Ruth e Boaz, óleo sobre tela, 1863
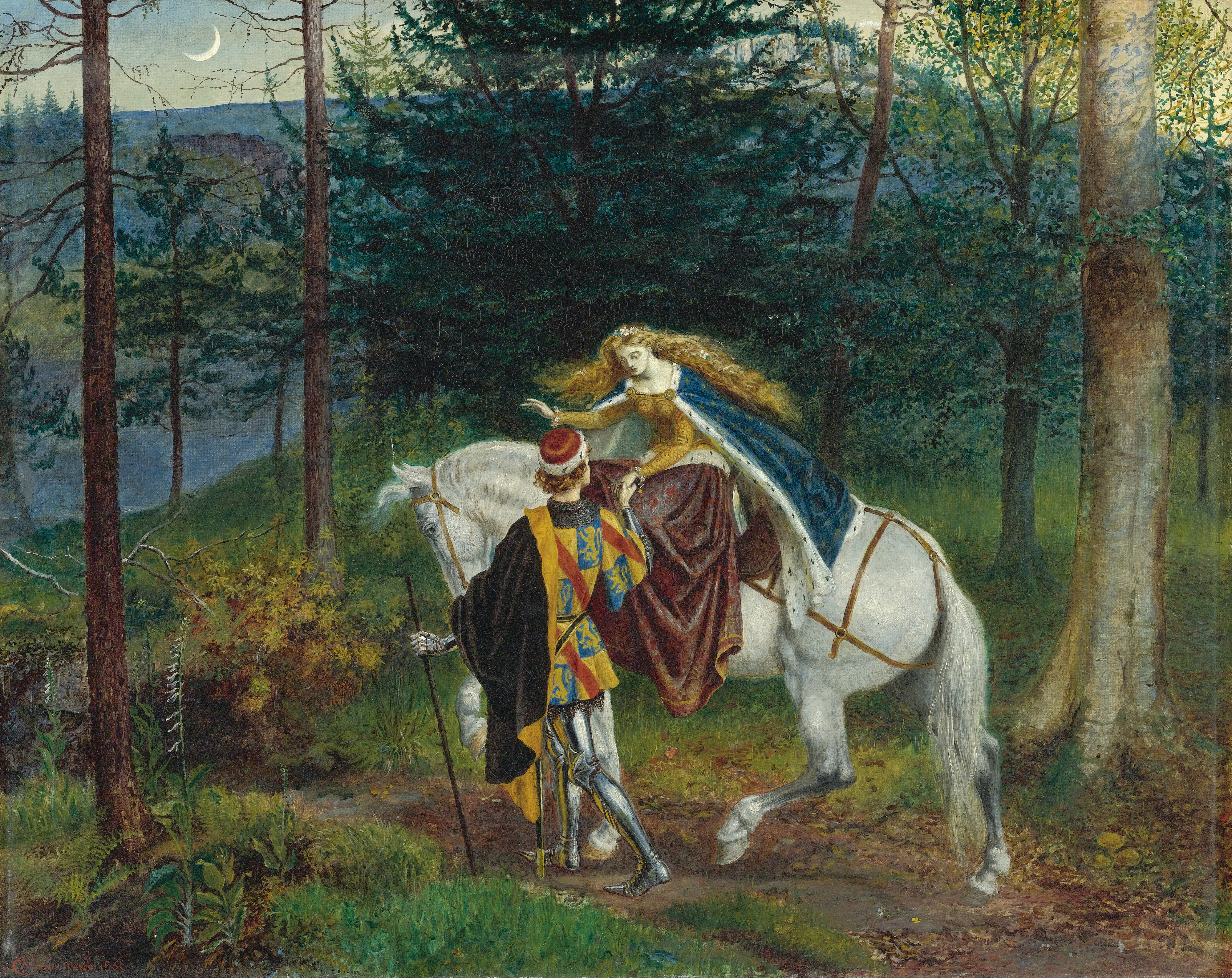
La belle Dame Sans Merci, óleo sobre tela, 1865
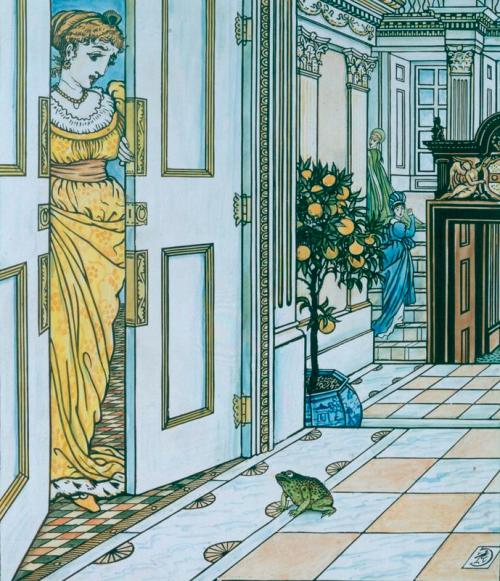
O sapo pede permissão para entrar no castelo - ilustração para o príncipe sapo, 1874
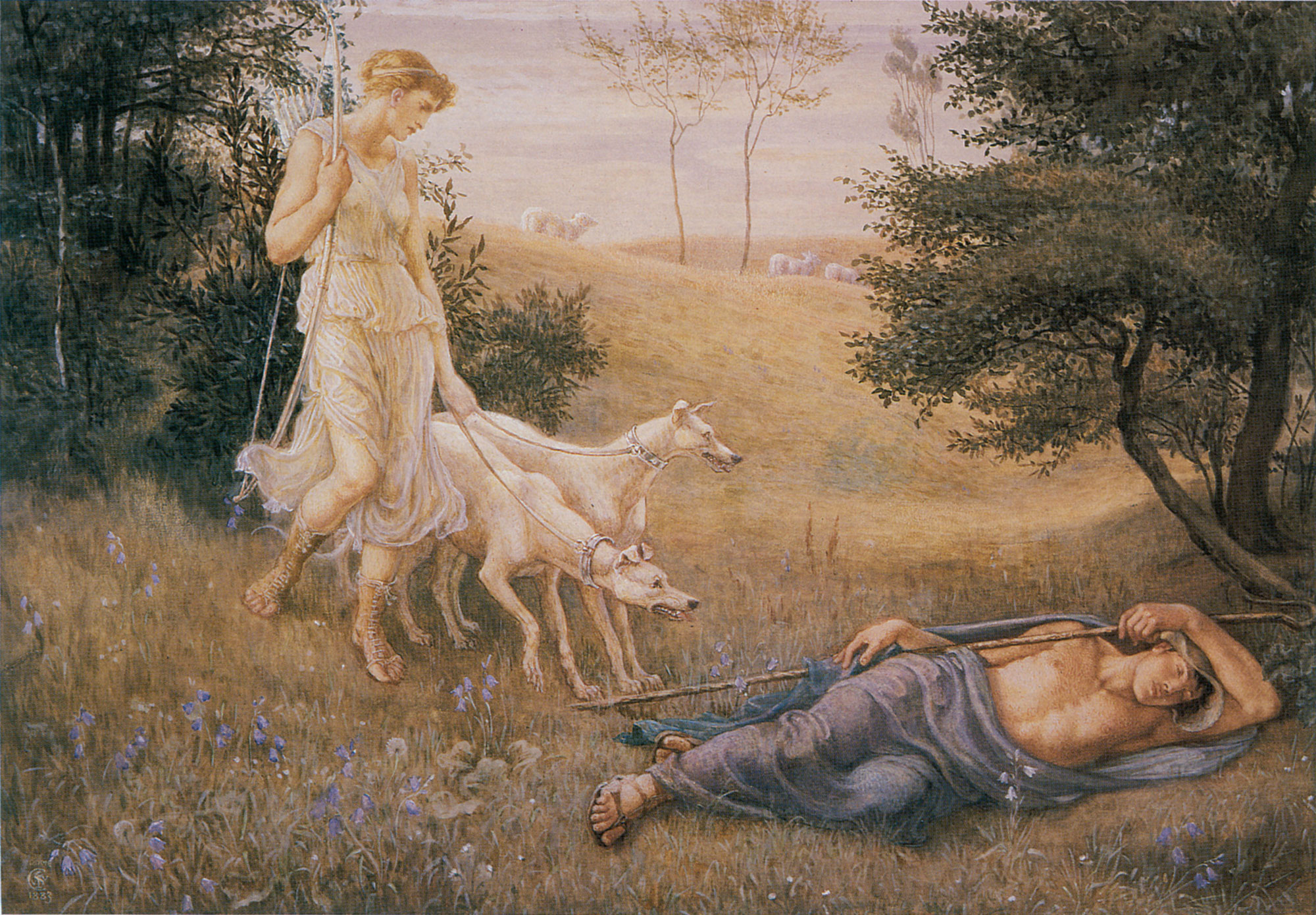
Diana e Endymion, aquarela e guache, 1883
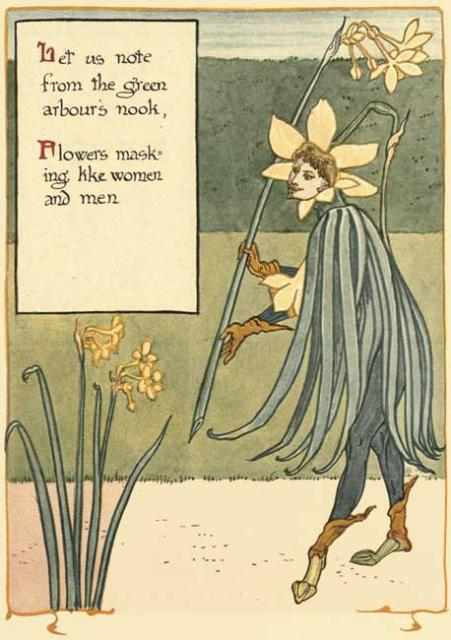
As flores se disfarçam de pessoas. Sir Jonquil começa a diversão, ilustração de A Floral Fantasy In an Old English Garden, 1899
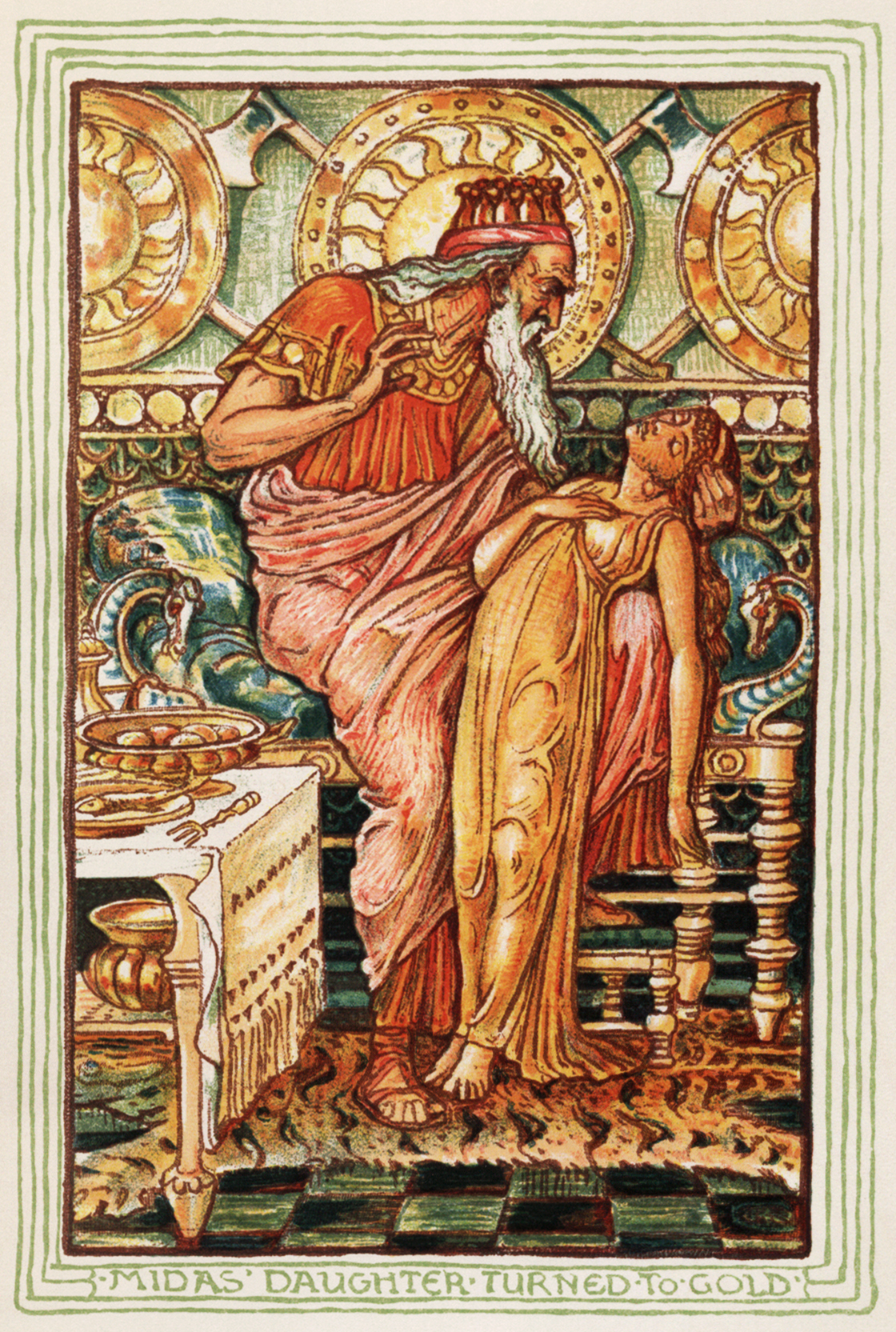
Rei Midas com sua filha, da edição de Nathaniel Hawthorne de 1893 de A Wonder-Book for Girls and Boys
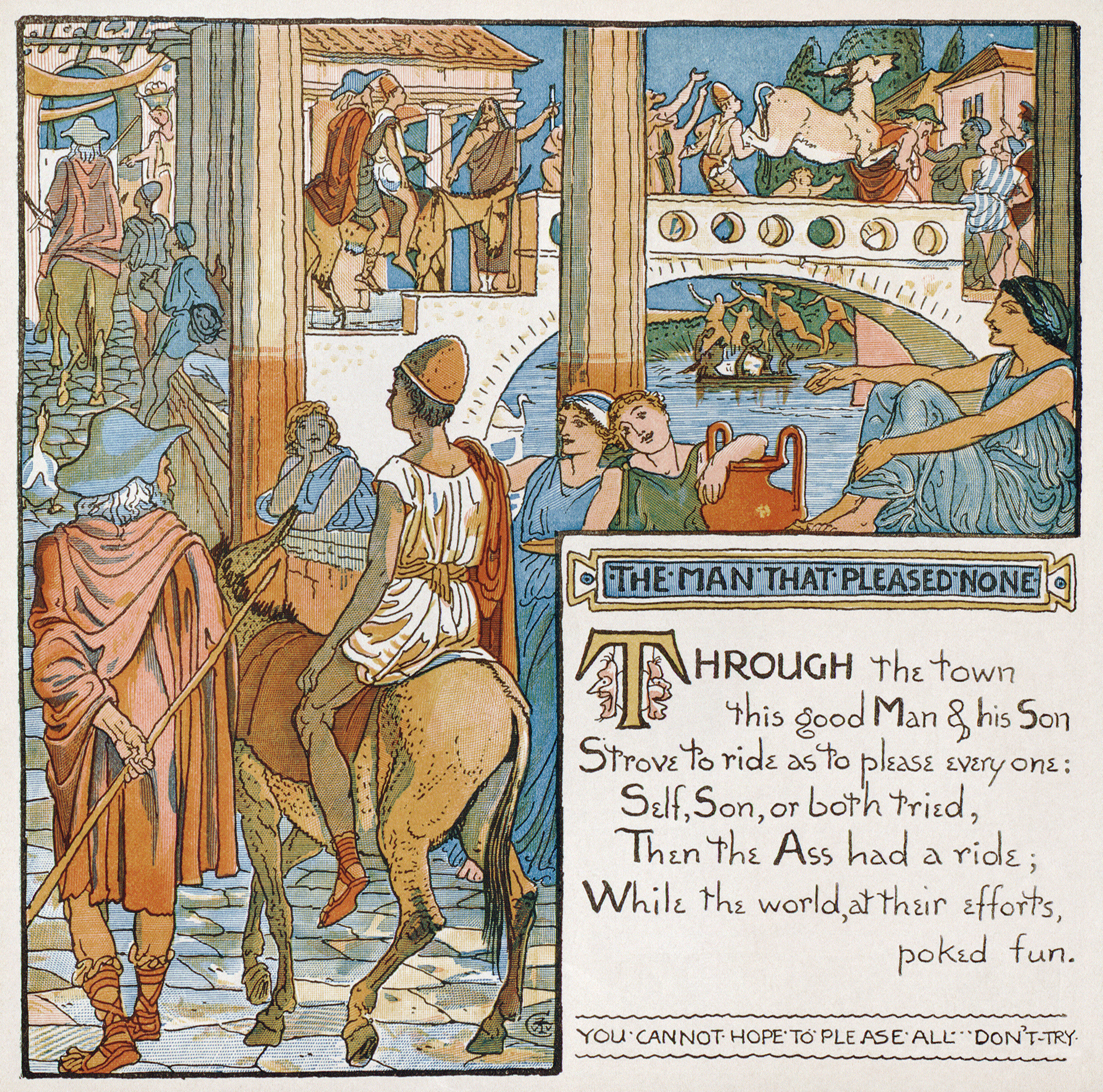
Ilustração para O homem que não agradou a ninguém de Baby's Own Aesop, uma edição infantil de 1887 das fábulas de Esopo
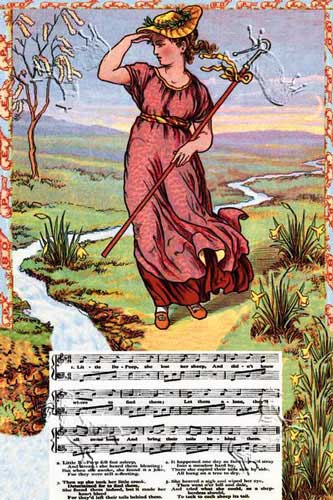
Ilustração para Little Bo Peep, c. 1885
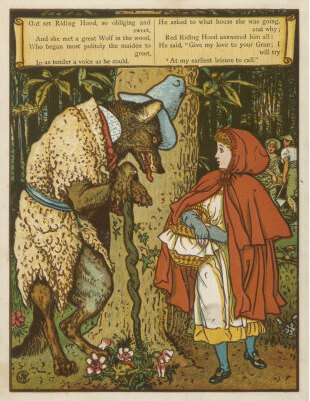
"Chapeuzinho Vermelho Encontra o Lobo na Floresta"
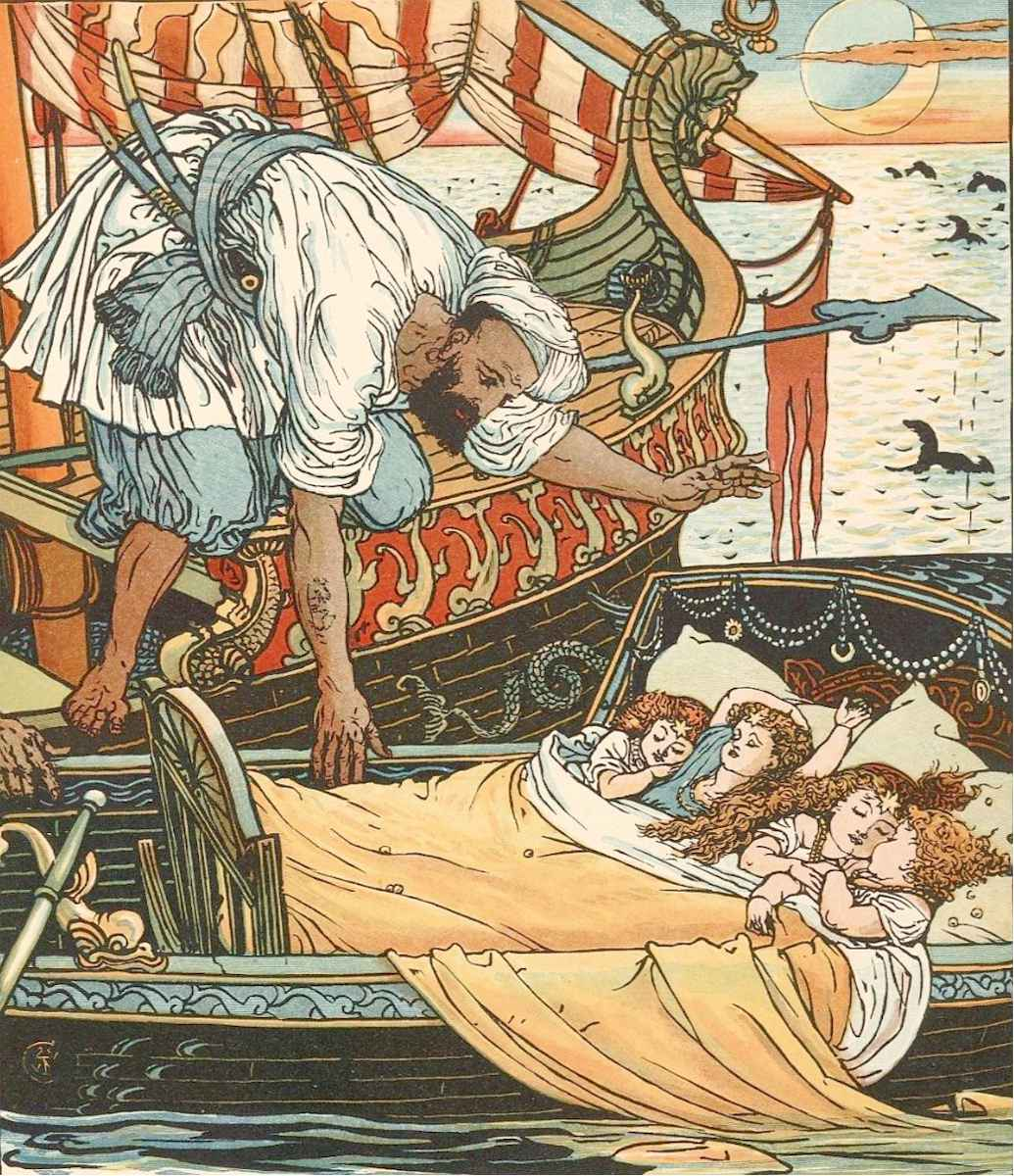
"Os filhos da Rainha Loira e da irmã Morena apanhados por um Corsário", do conto de fadas Princesa Belle-Etoile, 1884
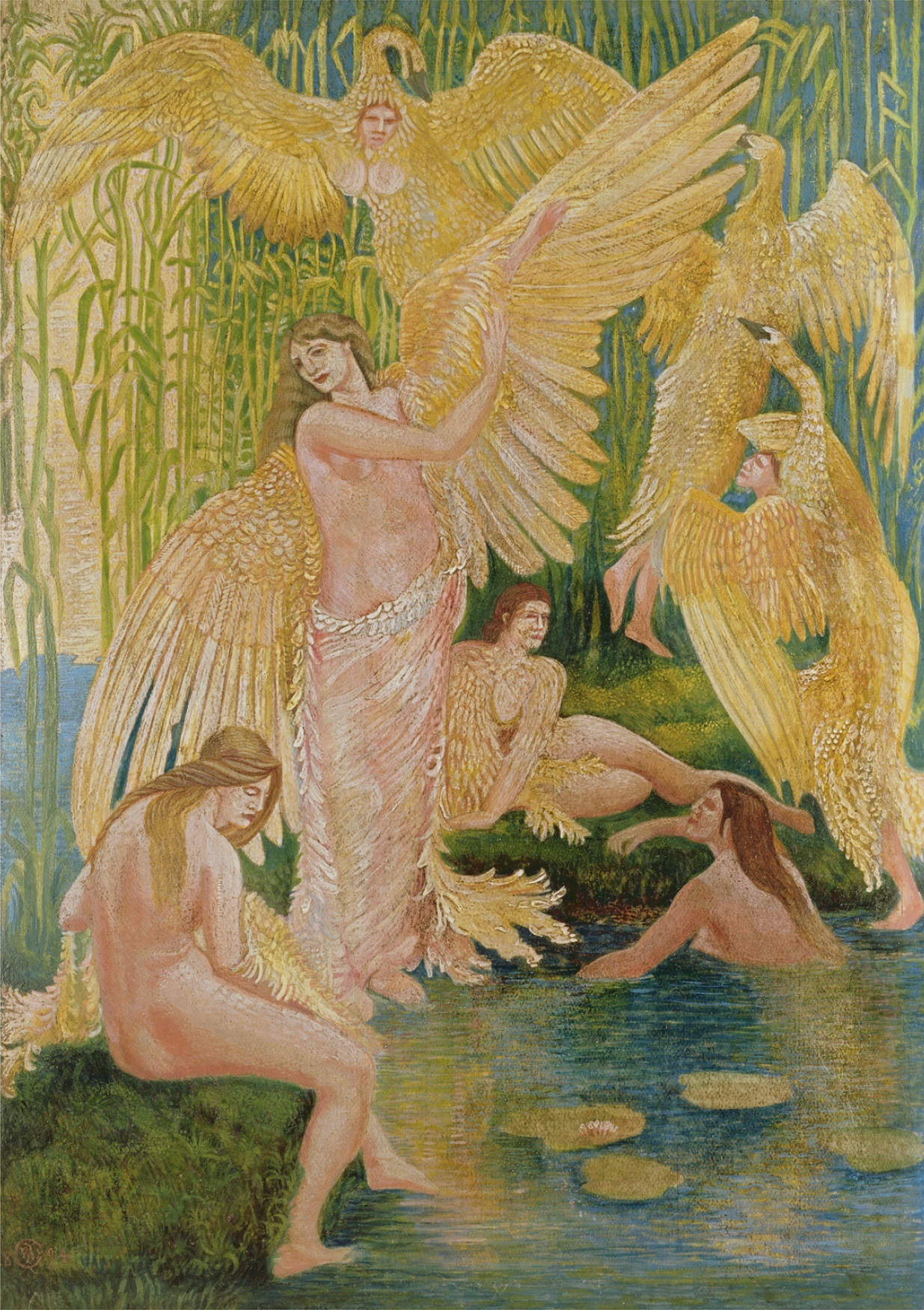
As Donzelas Cisnes, 1894
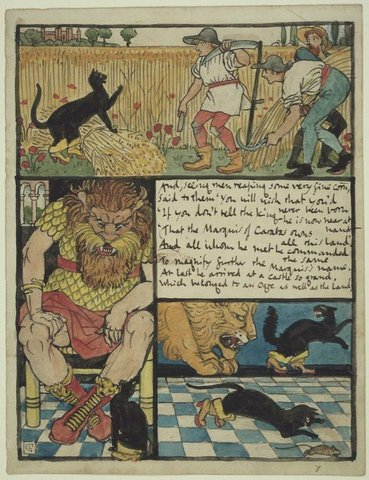
Iustração em quadrinhos para "Puss in Boots" do livro ilustrado do Marquês de Carabas